# Contea di Tioga (Pennsylvania)
La contea di Tioga (in inglese Tioga County) è una contea dello Stato della Pennsylvania, negli Stati Uniti. La popolazione al censimento del 2010 era di 41 981 abitanti. Il capoluogo di contea è Wellsboro.

## Geografia
La contea si trova nella parte settentrionale dello Stato, al confine con lo Stato di New York. È costituita da una regione montuosa sull’Altopiano di Allegheny. I principali corsi d’acqua sono i fiumi Cowanesque e Tioga e i torrenti Crooked, Pine e Babb, così come i laghi Hammond, Tioga e Cowanesque.

### Contee confinanti
- Contea di Steuben (New York) - nord
- Contea di Chemung (New York) - nord-est
- Contea di Bradford - sud
- Contea di Lycoming - sud
- Contea di Potter - ovest

## Storia
La contea fu creata nel 1804 da parte della contea di Lycoming. Deve il suo nome al fiume Tioga, che deriva da una parola della lingua irochese che significa “alla biforcazione”.

## Centri abitati

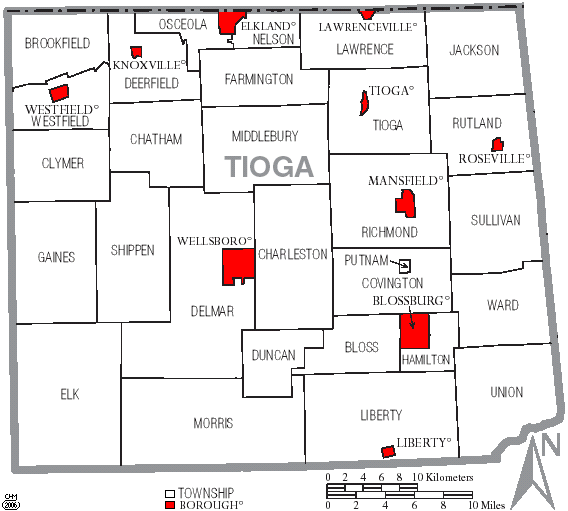
Cartina della Contea di Tioga con la suddivisione amministrativa. In rosso sono indicati i borough, in bianco le township.

## Centri abitati[4]
| - Bloss - township - Blossburg - borough - Brookfield - township - Charleston - township - Chatham - township - Clymer - township - Covington - township - Deerfield - township - Delmar - township - Duncan - township - Elk - township - Elkland - borough - Farmington - township - Gaines - township - Hamilton - township - Jackson - township - Knoxville - borough - Lawrence - township - Lawrenceville - borough - Liberty - borough | - Liberty - township - Mansfield - borough - Middlebury - township - Morris - township - Nelson - township - Osceola - township - Putnam - township - Richmond - township - Roseville - borough - Rutland - township - Shippen - township - Sullivan - township - Tioga - borough - Tioga - township - Union - township - Ward - township - Wellsboro (capoluogo) - borough - Westfield - borough - Westfield - township |